# Llum negra

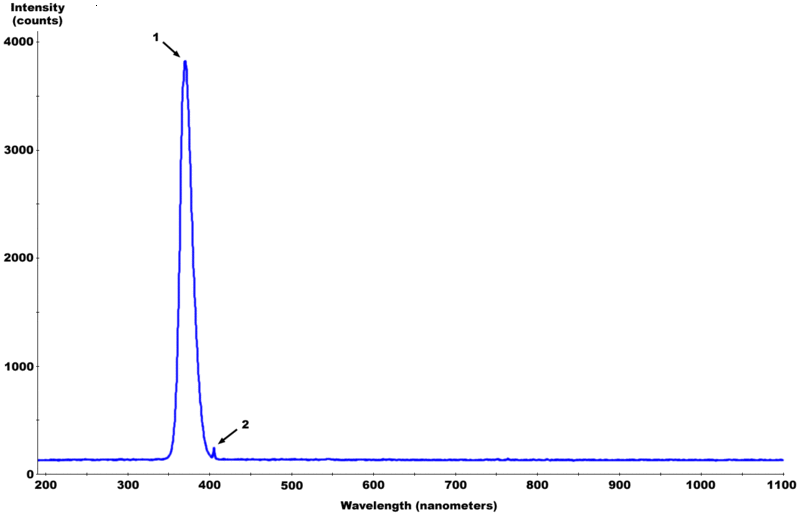
Espectre d'una font de fluorescent de làmpada de llum negra

La llum negra (neologisme de l'anglès Black light) o llum de Wood (en honor de l'inventor Robert William Wood) és una llum que es compon d'una banda de color porpra (amb un petit pic al voltant de 405 nm de longitud d'ona, però que il·lumina poc), al costat d'un component ultraviolat (component principal al voltant de 375 nm) amb una banda espectral gairebé contínua.
Aquesta llum és absorbida i reemesa com a llum visible per part de substàncies fluorescents, ja siguin artificials o bé naturals com el corall (per exemple); per aquest motiu s'utilitza sovint per a mostrar els teixits sintètics blancs més ressaltats.

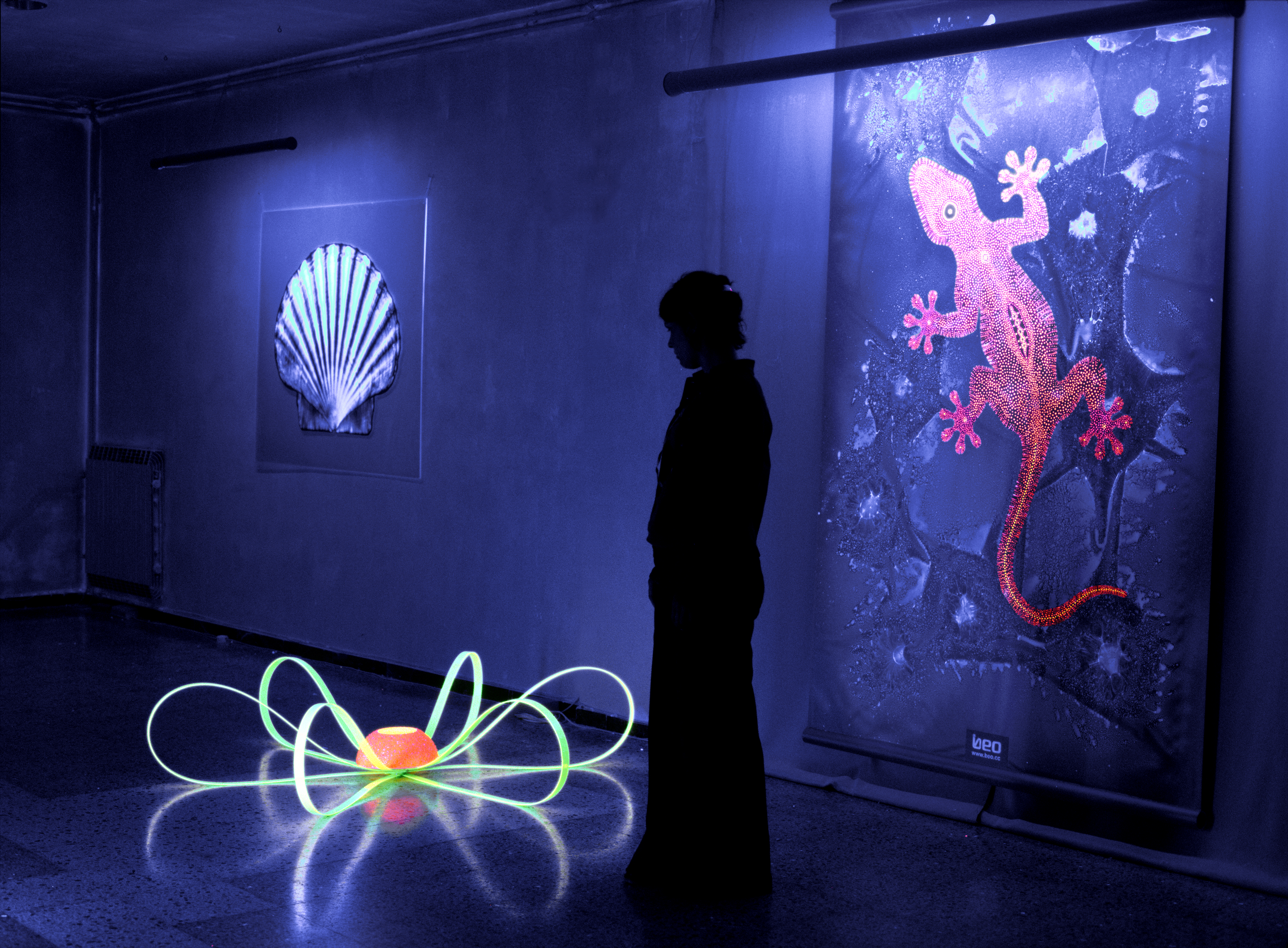
Art: pintura i escultura amb materials fluorescents de l'artista Beo Beyond

La llum negra es fa servir en ambients foscos per ressaltar alguns colors sobre d'altres, aconseguint efectes sorprenents. És generalment acceptat que la làmpada de llum negra només fa ressaltar els colors blancs, que tenen una brillantor blanc-violàcia, deixant gairebé en la foscor la resta. En realitat la llum negra ressalta els materials fluorescents, entre ells el polièster, que sol estar present en les teles blanques (en samarretes, camises i sabatilles). Aquest tipus de llum se sol utilitzar en una discoteca per a crear una lluentor especial en conjunt amb les altres llums.
Els detectors de bitllets utilitzen una petita làmpada que emet llum negra. La llum negra posa en luminescència les fibres sintètiques que porten incorporades els bitllets; de fet, el paper dels bitllets autèntics no contenen fibres sintètiques, es fa principalment de cel·lulosa i fibres de cotó i paper fi cromatograma, i normalment no ha de reaccionar a la llum negra. No obstant això, alguns bitllets com l'euro també porten impressions de tinta invisible a la llum natural i es fan visibles sota llum negra.
La llum negra s'utilitza sovint en diferents mètodes d'assaig (en magnetoscòpia, o en l'assaig per líquids penetrants), en combinació amb diversos reactius, per tal de ressaltar els defectes en els metalls (per exemple).
També s'utilitza en medicina per al diagnòstic de certes malalties, especialment en dermatologia i oftalmologia i en química analítica com un sistema de la revelació TLC.

## Làmpades de llum negra

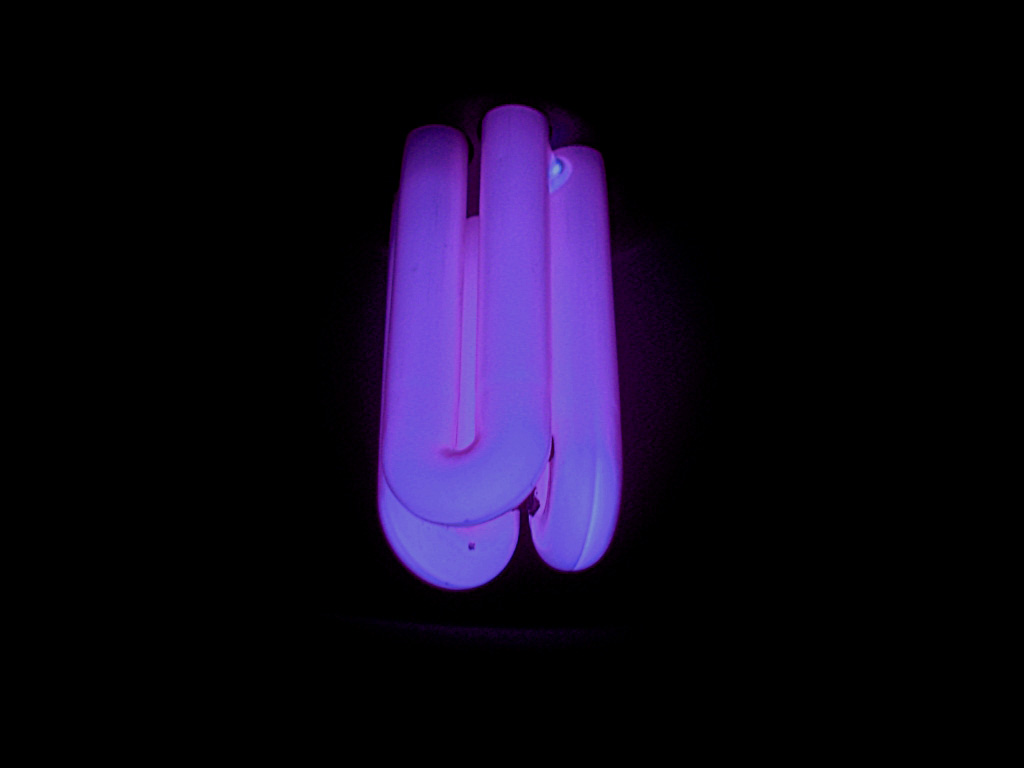
Una bombeta de làmpada de llum negra

Les làmpades de llum negra són llums que emeten radiació electromagnètica ultraviolada propera, amb un component residual molt petit de llum visible. Les làmpades de llum negra són fetes generalment de la mateixa manera que les làmpades fluorescents convencionals, excepte que utilitzen un únic fòsfor, i en lloc del vidre transparent exterior fan servir un vidre fosc conegut com a vidre de Wood, que bloqueja la major part de l'espectre de "llum visible" per sobre dels 400 nanòmetres.
La radiació ultraviolada d'aquestes làmpades es produeix amb una longitud d'ona superior a 350 nm. Una ona ultraviolada generada tan a prop de l'espectre visible no produeix dany (o almenys no un major dany que el que pot produir la llum visible). No obstant això, per la seva naturalesa invisible, la làmpada de llum negra es fa servir sempre com a il·luminació tènue.
Aquestes làmpades són altament ineficients: emeten pocs lumen per watt de potència, cosa que eleva perillosament la seva temperatura, i per això es recomana que s'utilitzi ben ventilada per a evitar danys.